# Ashland (Kentucky)
Ashland város az USA Kentucky államában. Lakosainak száma 21 625 fő (2020. április 1.).

## Népesség
A település népességének változása:

| 2010 | 21 684 |
| 2020 | 21 625 |